# I liga argentyńska w piłce nożnej (2010/2011)
Mistrzem Argentyny turnieju Apertura w sezonie 2010/11 został Estudiantes La Plata, natomiast wicemistrzem turnieju Apertura został CA Vélez Sarsfield
Mistrzem Argentyny turnieju Clausura w sezonie 2010/11 został CA Vélez Sarsfield, natomiast wicemistrzem turnieju Clausura został Club Atlético Lanús.
Do Copa Libertadores w roku 2011 zakwalifikowało się pięć klubów:
- Argentinos Juniors (mistrz turnieju Clausura 2009/10)
- Estudiantes La Plata (mistrz turnieju Apertura 2010/11)
- CA Vélez Sarsfield (1. miejsce w tabeli sumarycznej 2010 roku)
- Godoy Cruz Antonio Tomba (2. miejsce w tabeli sumarycznej 2010 roku)
- Independiente (zwycięzca Copa Sudamericana 2010)

Do Copa Sudamericana w roku 2011 zakwalifikowało się siedem klubów:
- Independiente (obrońca tytułu)
- CA Vélez Sarsfield (1. miejsce w tabeli sumarycznej sezonu 2010/11)
- Estudiantes La Plata (2. miejsce w tabeli sumarycznej sezonu 2009/10)
- Godoy Cruz Antonio Tomba (3. miejsce w tabeli sumarycznej sezonu 2010/11)
- Club Atlético Lanús (4. miejsce w tabeli sumarycznej sezonu 2010/11)
- Arsenal Sarandí Buenos Aires (5. miejsce w tabeli sumarycznej sezonu 2010/11)
- Argentinos Juniors (7. miejsce w tabeli sumarycznej sezonu 2010/11)

Do Copa Libertadores w roku 2012 zakwalifikowało się pięć klubów:
- CA Vélez Sarsfield (mistrz turnieju Clausura 2010/11)
- mistrz turnieju Apertura 2011/12
- 1. miejsce w tabeli sumarycznej 2011 roku
- 2. miejsce w tabeli sumarycznej 2011 roku
- triumfator Copa Sudamericana 2011

Tabela spadkowa zadecydowała o tym, które kluby spadną do drugiej ligi (Primera B Nacional Argentina), a które będą miały szanse obronić swój byt pierwszoligowy w barażach. Bezpośrednio spadły kluby, które w tabeli spadkowej zajęły dwa ostatnie miejsca - CA Huracán i CA Argentino de Quilmes. Na ich miejsce awansowały dwie najlepsze drużyny z drugiej ligi - Atlético Rafaela i Unión Santa Fe. Mecze barażowe musiały stoczyć River Plate i Gimnasia y Esgrima La Plata. Oba kluby przegrały swoje baraże i spadły do drugiej ligi - na ich miejsce awansowały: Belgrano Córdoba i San Martín San Juan.

## Torneo Apertura 2010/11

### Apertura 1
| Data            | Mecz |
| --------------- | --- |
| 6 sierpnia 2010 | Arsenal Sarandí Buenos Aires - Club Atlético Lanús 1:2 Mauro Iván Obolo 53 - Marcos Sebastián Aguirre 25, Guido Hernán Pizarro 74 |
| 7 sierpnia 2010 | Newell’s Old Boys - Estudiantes La Plata 0:1 Juan Sebastián Verón 70k                                                             |
| 7 sierpnia 2010 | CA Argentino de Quilmes - CA Colón 1:1 Juan José Morales 89 - Esteban Óscar Fuertes 43                                            |
| 7 sierpnia 2010 | Racing Club de Avellaneda - CA All Boys 1:0 Lucas Elio Aveldaño 62                                                                |
| 7 sierpnia 2010 | Argentinos Juniors - CA Huracán 1:2 Gonzalo Vargas 39 - Mariano Matías Martínez 67, César Javier Montiglio 69                     |
| 8 sierpnia 2010 | CA Banfield - Olimpo Bahía Blanca 2:1 Walter Daniel Erviti 26k, Cristian Andrès García 35 - Alejandro Darío Delorte 1             |
| 8 sierpnia 2010 | Godoy Cruz Antonio Tomba - Boca Juniors 1:1 Roberto Emilio Russo 14 - Lucas Viatri 20                                             |
| 8 sierpnia 2010 | River Plate - CA Tigre 1:0 Rogelio Funes Mori 90+1                                                                                |
| 8 sierpnia 2010 | CA Vélez Sarsfield - Independiente 1:0 Santiago Martín Silva 34                                                                   |
| 8 sierpnia 2010 | Gimnasia y Esgrima La Plata - San Lorenzo de Almagro 0:0                                                                          |

### Apertura 2
| Data             | Mecz |
| ---------------- | --- |
| 13 sierpnia 2010 | CA Colón - CA Banfield 0:1 Cristian Andrès García 78 |
| 14 sierpnia 2010 | Boca Juniors - Racing Club de Avellaneda 1:2 Lucas Viatri 10 - Claudio Yacob 33, Marcos Cáceres 50                                                                     |
| 14 sierpnia 2010 | San Lorenzo de Almagro - Godoy Cruz Antonio Tomba 2:2 Cristian Tula 17, Diego Alejandro Rivero 78 - David Arturo Ramírez 42, 46                                        |
| 14 sierpnia 2010 | Club Atlético Lanús - Newell’s Old Boys 1:1 Santiago Gabriel Salcedo 14 - Mauricio Sperdutti 39                                                                        |
| 14 sierpnia 2010 | CA Tigre - Arsenal Sarandí Buenos Aires 1:2 Denis Stracqualursi 70 - Luciano Leguizamón 11, 16                                                                         |
| 15 sierpnia 2010 | CA Huracán - River Plate 0:1 Facundo Andrés Affranchino 12 |
| 15 sierpnia 2010 | CA All Boys - CA Vélez Sarsfield 1:2 Fernando Sánchez 78 - Maximiliano Nicolás Moralez 37, Juan Manuel Martínez 44                                                     |
| 15 sierpnia 2010 | Olimpo Bahía Blanca - Gimnasia y Esgrima La Plata 1:0 Marcelo Julio Mosset 23                                                                                          |
| 15 sierpnia 2010 | Estudiantes La Plata - CA Argentino de Quilmes 2:0 1:0 Rodrigo Braña 82, 2:0 Hernán Rodrigo López 90k mecz rozegrany został na stadionie klubu CA Argentino de Quilmes |
| 16 sierpnia 2010 | Independiente - Argentinos Juniors 1:1 Federico Andrés Mancuello 17 - Gonzálo Prósperi 16                                                                              |

### Apertura 3
| Data             | Mecz |
| ---------------- | --- |
| 20 sierpnia 2010 | Newell’s Old Boys - CA Tigre 2:0 Rolando Carlos Schiavi 45, Luis Miguel Rodríguez 87                                                     |
| 20 sierpnia 2010 | CA Banfield - Estudiantes La Plata 0:0                                                                                                   |
| 21 sierpnia 2010 | CA Argentino de Quilmes - Club Atlético Lanús 1:1 Juan José Morales 7 - Santiago Gabriel Salcedo 13                                      |
| 21 sierpnia 2010 | CA Vélez Sarsfield - Argentinos Juniors 2:0 Leandro Daniel Somoza 70k, Santiago Martín Silva 75                                          |
| 21 sierpnia 2010 | Godoy Cruz Antonio Tomba - Olimpo Bahía Blanca 1:0 Ariel Rojas 41                                                                        |
| 21 sierpnia 2010 | Racing Club de Avellaneda - San Lorenzo de Almagro 1:2 Pablo Ariel Lugüercio 55 - Guillermo Ariel Pereyra 19, Sebastián Andrés Balsas 85 |
| 22 sierpnia 2010 | CA All Boys - Boca Juniors 2:0 Mauro Matos 29k, Eduardo Rodrigo Domínguez 39 mecz rozegrany został na stadionie klubu CA Huracán         |
| 22 sierpnia 2010 | River Plate - Independiente 3:2 Rogelio Funes Mori 9, 18, Paulo Andrés Ferrari 25 - Néstor Andrés Silvera 17, Juan Pablo Carrizo 89s     |
| 22 sierpnia 2010 | Arsenal Sarandí Buenos Aires - CA Huracán 2:0 Mauro Iván Obolo 17, Luciano Leguizamón 63k                                                |
| 22 sierpnia 2010 | Gimnasia y Esgrima La Plata - CA Colón 0:0                                                                                               |

### Apertura 4
| Data             | Mecz |
| ---------------- | --- |
| 27 sierpnia 2010 | CA Huracán - Newell’s Old Boys 1:1 Rolando David Zárate 20 - Mauricio Sperdutti 50                                                                                      |
| 28 sierpnia 2010 | CA Colón - Godoy Cruz Antonio Tomba 1:3 Damián Rodrigo Díaz 30 - Jairo Fernando Castillo 69, David Arturo Ramírez 71, Rodrigo Javier Salinas 76                         |
| 28 sierpnia 2010 | Club Atlético Lanús - CA Banfield 0:0 |
| 28 sierpnia 2010 | CA Tigre - CA Argentino de Quilmes 3:0 Mariano Raúl Echeverría 9, Diego Alberto Morales 79, Denis Stracqualursi 80                                                      |
| 28 sierpnia 2010 | San Lorenzo de Almagro - CA All Boys 3:1 Juan Carlos Menseguéz 54, Guillermo Ariel Pereyra 67, Cristian Tula 82 - Mauro Matos 69k                                       |
| 29 sierpnia 2010 | Independiente - Arsenal Sarandí Buenos Aires 1:2 Leonel Galeano 89 - Sergio Román Sena 60, Gonzalo Choy González 77                                                     |
| 29 sierpnia 2010 | Argentinos Juniors - River Plate 0:0 |
| 29 sierpnia 2010 | Boca Juniors - CA Vélez Sarsfield 2:1 Sebastián Alejandro Battaglia 36, Lucas Viatri 66 - Santiago Martín Silva 85                                                      |
| 29 sierpnia 2010 | Olimpo Bahía Blanca - Racing Club de Avellaneda 1:0 Néstor Fabián Bareiro 39                                                                                            |
| 29 września 2010 | Estudiantes La Plata - Gimnasia y Esgrima La Plata 2:0 Federico Fernández 37, Juan Sebastián Verón 45k mecz rozegrany został na stadionie klubu CA Argentino de Quilmes |

### Apertura 5
| Data            | Mecz |
| --------------- | --- |
| 3 września 2010 | Godoy Cruz Antonio Tomba - Estudiantes La Plata 1:2 Diego Nicolás Villar 9 - Francisco Dutari 20s, Leandro González 90+1 |
| 3 września 2010 | Racing Club de Avellaneda - CA Colón 1:2 Claudio Daniel Bieler 30 - Esteban Óscar Fuertes 5, Joaquín Larrivey 41         |
| 4 września 2010 | CA All Boys - Olimpo Bahía Blanca 1:0 Matías Augusto Pérez García 39                                                     |
| 4 września 2010 | Boca Juniors - San Lorenzo de Almagro 1:2 Martín Palermo 90+4 - Sebastián Andrés Balsas 51, Juan Carlos Menseguéz 88     |
| 4 września 2010 | Arsenal Sarandí Buenos Aires - Argentinos Juniors 1:0 Mauro Iván Obolo 39                                                |
| 4 września 2010 | Newell’s Old Boys - Independiente 1:1 Mauro Formica 76 - Néstor Andrés Silvera 24                                        |
| 5 września 2010 | CA Vélez Sarsfield - River Plate 2:1 Juan Manuel Martínez 33, Santiago Martín Silva 58k - Diego Buonanotte 41            |
| 5 września 2010 | CA Argentino de Quilmes - CA Huracán 1:2 Santiago Hirsig 1 - Carlos Darío Quintana 45, Luciano Nieto 75                  |
| 5 września 2010 | CA Banfield - CA Tigre 1:1 Sebastián Ariel Romero 87 - Ramiro Leone 83                                                   |
| 5 września 2010 | Gimnasia y Esgrima La Plata - Club Atlético Lanús 0:2 Mario Regueiro 48, Silvio Romero 70                                |

### Apertura 6
| Data             | Mecz |
| ---------------- | --- |
| 10 września 2010 | CA Tigre - Gimnasia y Esgrima La Plata 2:0 Diego Rafael Castaño 30, Fernando Telechea 47                                                                             |
| 10 września 2010 | CA Colón - CA All Boys 1:1 Esteban Óscar Fuertes 54 - Mauro Matos 8k                                                                                                 |
| 11 września 2010 | Estudiantes La Plata - Racing Club de Avellaneda 2:0 Enzo Nicolás Pérez 46, Gabriel Iván Mercado 56 mecz rozegrany został na stadionie klubu CA Argentino de Quilmes |
| 11 września 2010 | San Lorenzo de Almagro - CA Vélez Sarsfield 0:0 |
| 11 września 2010 | Club Atlético Lanús - Godoy Cruz Antonio Tomba 1:4 Mario Regueiro 28k - David Arturo Ramírez 11, Ariel Rojas 61, Jairo Fernando Castillo 76, Diego Nicolás Villar 82 |
| 11 września 2010 | CA Huracán - CA Banfield 2:2 Rolando David Zárate 10k, 56 - Marcelo Adrián Carrusca 17, Emilio José Zelaya 62                                                        |
| 12 września 2010 | Independiente - CA Argentino de Quilmes 0:0 |
| 12 września 2010 | Argentinos Juniors - Newell’s Old Boys 1:2 Gonzalo Vargas 63 - Gabriel Cichero 78, Luis Miguel Rodríguez 84                                                          |
| 12 września 2010 | River Plate - Arsenal Sarandí Buenos Aires 1:0 Rogelio Funes Mori 75                                                                                                 |
| 12 września 2010 | Olimpo Bahía Blanca - Boca Juniors 1:3 Juan Manuel Cobo 18 - Lucas Viatri 15, Martín Palermo 61, Juan Manuel Insaurralde 69                                          |

### Apertura 7
| Data             | Mecz |
| ---------------- | --- |
| 17 września 2010 | Racing Club de Avellaneda - Club Atlético Lanús 4:0 Matías Alfredo Martínez 43, Giovanni Andrés Moreno 64k, Matías Cahais 73, Gabriel Agustín Hauche 90 |
| 17 września 2010 | Gimnasia y Esgrima La Plata - CA Huracán 3:0 Álvaro Damián Navarro 33, Hernán Nicolás Encina 82, 91                                                     |
| 18 września 2010 | Arsenal Sarandí Buenos Aires - CA Vélez Sarsfield 0:0                                                                                                   |
| 18 września 2010 | San Lorenzo de Almagro - Olimpo Bahía Blanca 3:1 Cristian Tula 31, Jonathan Bottinelli 63, Diego Alejandro Rivero 80 - Davíd Alejandro Vega 14          |
| 18 września 2010 | CA Argentino de Quilmes - Argentinos Juniors 2:2 Diego Alberto Torres 63, Juan José Morales 78 - Juan Alberto Sabia 49, Nicolás Berardo 93              |
| 18 września 2010 | Godoy Cruz Antonio Tomba - CA Tigre 1:2 David Arturo Ramírez 18 - Denis Stracqualursi 47, Claudio Daniel Pérez 75                                       |
| 19 września 2010 | CA All Boys - Estudiantes La Plata 2:1 Eduardo Rodrigo Domínguez 29, Sebastián Hugo Grazzini 50 - Rodrigo Braña 45                                      |
| 19 września 2010 | CA Banfield - Independiente 4:0 Rubén Darío Ramírez 4, 51, Sebastián Ariel Romero 21, Emilio José Zelaya 82                                             |
| 19 września 2010 | Newell’s Old Boys - River Plate 1:0 Iván Emiliano Borghello 11                                                                                          |
| 19 września 2010 | Boca Juniors - CA Colón 3:1 Martín Palermo 45, 50, 85 - Iván Moreno y Fabianesi 42                                                                      |

### Apertura 8
| Data             | Mecz |
| ---------------- | --- |
| 24 września 2010 | CA Vélez Sarsfield - Olimpo Bahía Blanca 3:0 Juan Manuel Martínez 23, Maximiliano Nicolás Moralez 28, Sebastián Enrique Domínguez 73 |
| 24 września 2010 | Independiente - Gimnasia y Esgrima La Plata 1:0 Leonel Galeano 28                                                                    |
| 25 września 2010 | Argentinos Juniors - CA Banfield 1:0 Gonzalo Vargas 78                                                                               |
| 25 września 2010 | CA Colón - San Lorenzo de Almagro 2:0 Damián Rodrigo Díaz 36, Joaquín Larrivey 91                                                    |
| 25 września 2010 | Estudiantes La Plata - Boca Juniors 1:0 Marcos Rojo 2 mecz rozegrany został na stadionie klubu CA Argentino de Quilmes               |
| 25 września 2010 | Club Atlético Lanús - CA All Boys 1:0 Santiago Abel Hoyos 44                                                                         |
| 26 września 2010 | CA Huracán - Godoy Cruz Antonio Tomba 1:1 Gastón Machín 45 - Jairo Fernando Castillo 43                                              |
| 26 września 2010 | River Plate - CA Argentino de Quilmes 1:1 Mariano Pavone 47 - Miguel Eduardo Caneo 92                                                |
| 26 września 2010 | Arsenal Sarandí Buenos Aires - Newell’s Old Boys 0:0                                                                                 |
| 26 września 2010 | CA Tigre - Racing Club de Avellaneda 0:0                                                                                             |

### Apertura 9
| Data                | Mecz |
| ------------------- | --- |
| 1 października 2010 | Newell’s Old Boys - CA Vélez Sarsfield 2:0 Mauricio Sperdutti 43, Rolando Carlos Schiavi 49k                                                                             |
| 1 października 2010 | CA Argentino de Quilmes - Arsenal Sarandí Buenos Aires 0:1 Pablo César Aguilar 83                                                                                        |
| 2 października 2010 | Racing Club de Avellaneda - CA Huracán 3:0 Gabriel Agustín Hauche 14, José Luis Férnandez 24, Giovanni Andrés Moreno 78                                                  |
| 2 października 2010 | CA All Boys - CA Tigre 3:3 Sebastián Hugo Grazzini 33, 66, Mauro Matos 81 - Esteban Nicolás González 23, 60, Denis Stracqualursi 75                                      |
| 2 października 2010 | Godoy Cruz Antonio Tomba - Independiente 4:1 Jairo Fernando Castillo 20, Rodrigo Javier Salinas 28, Carlos Andrés Sánchez 37, Jorge Curbelo 47 - Néstor Andrés Silvera 8 |
| 2 października 2010 | Gimnasia y Esgrima La Plata - Argentinos Juniors 2:4 Jorge Córdoba 16, 60 - Gonzalo Vargas 18, Juan Ignacio Mercier 22, Emilio Exequiel Hernández 30, Franco Niell 71    |
| 3 października 2010 | Boca Juniors - Club Atlético Lanús 1:2 Juan Manuel Insaurralde 34 - Sebastián Marcelo Blanco 8, Agustín Daniel Pelletieri 95k                                            |
| 3 października 2010 | San Lorenzo de Almagro - Estudiantes La Plata 0:1 Gastón Nicolás Fernández 26                                                                                            |
| 3 października 2010 | Olimpo Bahía Blanca - CA Colón 2:3 Juan Andrés Tejera 63, Diego Alberto Galván 92 - Federico Fernando Higuaín 16, 45, Iván Moreno y Fabianesi 25                         |
| 3 października 2010 | CA Banfield - River Plate 2:2 Rubén Darío Ramírez 4, Víctor Rubén López 68 - Ariel Ortega 63k, Adalberto Román 87                                                        |

### Apertura 10
| Data                 | Mecz |
| -------------------- | --- |
| 8 października 2010  | Estudiantes La Plata - Olimpo Bahía Blanca 2:0 Gastón Nicolás Fernández 44k, Hernán Rodrigo López 87k mecz rozegrany został na stadionie klubu CA Argentino de Quilmes |
| 8 października 2010  | Arsenal Sarandí Buenos Aires - CA Banfield 1:0 Mauro Iván Óbolo 90 |
| 9 października 2010  | CA Huracán - CA All Boys 1:1 Darío Soplán 93 - Jonathan Ferrari 76 |
| 9 października 2010  | Club Atlético Lanús - San Lorenzo de Almagro 2:0 Gonzalo Castillejos 54, Silvio Romero 62k                                                                             |
| 9 października 2010  | Argentinos Juniors - Godoy Cruz Antonio Tomba 0:0 |
| 9 października 2010  | Newell’s Old Boys - CA Argentino de Quilmes 1:1 Mauro Formica 30 - Danilo Gerlo 60                                                                                     |
| 10 października 2010 | Independiente - Racing Club de Avellaneda 1:0 Cristian Báez 45 |
| 10 października 2010 | CA Tigre - Boca Juniors 1:2 Denis Stracqualursi 38 - Matías Alejandro Giménez 24, Cristian Manuel Chávez 85                                                            |
| 10 października 2010 | CA Vélez Sarsfield - CA Colón 6:0 Santiago Martín Silva 44k, 58k, Juan Manuel Martínez 55, 60, 69, Jonathan Cristaldo 85                                               |
| 11 października 2010 | River Plate - Gimnasia y Esgrima La Plata 0:0 |

### Apertura 11
| Data                 | Mecz |
| -------------------- | --- |
| 15 października 2010 | San Lorenzo de Almagro - CA Tigre 2:0 Juan Carlos Menseguez 4, Sebastián Andrés Balsas 77                                                               |
| 15 października 2010 | CA Argentino de Quilmes - CA Vélez Sarsfield 0:2 Juan Manuel Martínez 39, Santiago Martín Silva 84                                                      |
| 16 października 2010 | CA All Boys - Independiente 3:1 Jonathan Ferrari 5, Juan Pablo Rodríguez Conde 14, Carlos Damián Casteglione 49 - Facundo Manuel Parra 45               |
| 16 października 2010 | CA Colón - Estudiantes La Plata 1:1 Esteban Óscar Fuertes 5 - Gastón Nicolás Fernández 30k                                                              |
| 16 października 2010 | CA Banfield - Newell’s Old Boys 0:0 |
| 16 października 2010 | Gimnasia y Esgrima La Plata - Arsenal Sarandí Buenos Aires 2:3 Jorge Córdoba 1, 46 - Luciano Leguizamón 29, Mauro Iván Óbolo 50, Pablo César Aguilar 88 |
| 17 października 2010 | Godoy Cruz Antonio Tomba - River Plate 2:2 David Arturo Ramírez 53, César Alberto Carranza 79 - Leonardo Germán Sigali 41s, Mariano Pavone 64           |
| 17 października 2010 | Racing Club de Avellaneda - Argentinos Juniors 2:1 Giovanni Andrés Moreno 60, 74 - Franco Niell 28                                                      |
| 17 października 2010 | Boca Juniors - CA Huracán 2:0 Martín Palermo 44, Lucas Viatri 66                                                                                        |
| 17 października 2010 | Olimpo Bahía Blanca - Club Atlético Lanús 1:0 Hernán Gustavo Grana 48s                                                                                  |

### Apertura 12
| Data                 | Mecz |
| -------------------- | --- |
| 22 października 2010 | CA Vélez Sarsfield - Estudiantes La Plata 0:0 |
| 22 października 2010 | Arsenal Sarandí Buenos Aires - Godoy Cruz Antonio Tomba 1:3 Luciano Leguizamón 34k - Ariel Rojas 57, Cristian Daniel Campestrini 59s, César Alberto Carranza 92k  |
| 23 października 2010 | Argentinos Juniors - CA All Boys 1:0 Franco Niell 82 |
| 23 października 2010 | River Plate - Racing Club de Avellaneda 1:1 Diego Buonanotte 46 - Giovanni Andrés Moreno 35                                                                       |
| 23 października 2010 | CA Argentino de Quilmes - CA Banfield 0:2 Gabriel Antonio Méndez 17, Rubén Darío Ramírez 53                                                                       |
| 23 października 2010 | Club Atlético Lanús - CA Colón 1:2 Silvio Romero 67 - Joaquín Larrivey 40, Damián Rodrigo Díaz 51                                                                 |
| 24 października 2010 | CA Huracán - San Lorenzo de Almagro 3:0 Carlos Darío Quintana 17, Facundo Hernán Quiroga 51, Diego Manuel Rodríguez 72k                                           |
| 24 października 2010 | Independiente - Boca Juniors 0:0 |
| 24 października 2010 | Newell’s Old Boys - Gimnasia y Esgrima La Plata 1:0 Mauricio Sperdutti 12                                                                                         |
| 24 października 2010 | CA Tigre - Olimpo Bahía Blanca 3:2 Denis Stracqualursi 4, Martín Sebastián Galmarini 18, Diego Rafael Castaño 88 - Julio César Furch 33, Néstor Fabián Bareiro 61 |

### Apertura 13
| Data             | Mecz |
| ---------------- | --- |
| 5 listopada 2010 | Olimpo Bahía Blanca - CA Huracán 4:0 Diego Alberto Galván 8, Roberto Sebastián Brum 26, Néstor Fabián Bareiro 33, Davíd Alejandro Vega 56                                            |
| 5 listopada 2010 | Estudiantes La Plata - Club Atlético Lanús 3:0 Gastón Nicolás Fernández 53, Michael Hoyos 64, Enzo Nicolás Pérez 86 mecz rozegrany został na stadionie klubu CA Argentino de Quilmes |
| 6 listopada 2010 | Godoy Cruz Antonio Tomba - Newell’s Old Boys 0:0 |
| 6 listopada 2010 | Racing Club de Avellaneda - Arsenal Sarandí Buenos Aires 2:2 Pablo Ariel Lugüercio 74, Lucas Elio Aveldaño 86 - Mauro Iván Óbolo 19, Cristian Osvaldo Álvarez 79                     |
| 6 listopada 2010 | Boca Juniors - Argentinos Juniors 0:2 Santiago Juan Gentiletti 87, Ciro Pablo Rius 89                                                                                                |
| 6 listopada 2010 | Gimnasia y Esgrima La Plata - CA Argentino de Quilmes 1:0 Antonio Ariel Agüero 70 |
| 7 listopada 2010 | CA All Boys - River Plate 1:0 Juan Pablo Rodríguez Conde 53 |
| 7 listopada 2010 | San Lorenzo de Almagro - Independiente 1:1 Cristian Tula 46 - Germán Pacheco 54 |
| 7 listopada 2010 | CA Colón - CA Tigre 1:0 Mauro Bellone 7 |
| 7 listopada 2010 | CA Banfield - CA Vélez Sarsfield 2:3 Gabriel Antonio Méndez 20, Marcelo Bustamante 59 - Santiago Martín Silva 6, Juan Manuel Martínez 23, Jonathan Cristaldo 73                      |

### Apertura 14
| Data              | Mecz |
| ----------------- | --- |
| 12 listopada 2010 | CA Huracán - CA Colón 1:2 Juan Leandro Quiroga 54s - Joaquín Larrivey 34, Marcelo Jesús Goux 85 |
| 12 listopada 2010 | CA Banfield - Gimnasia y Esgrima La Plata 0:0 |
| 13 listopada 2010 | Arsenal Sarandí Buenos Aires - CA All Boys 0:0 |
| 13 listopada 2010 | CA Tigre - Estudiantes La Plata 2:1 Diego Alberto Morales 24, Denis Stracqualursi 73 - Leandro Damián Benítez 51                                                                                             |
| 14 listopada 2010 | Independiente - Olimpo Bahía Blanca 1:1 Carlos Javier Matheu 58 - Carlos Daniel Salom 91 |
| 14 listopada 2010 | Argentinos Juniors - San Lorenzo de Almagro 1:0 Nicolás Blandi 24 |
| 14 listopada 2010 | CA Vélez Sarsfield - Club Atlético Lanús 1:0 Ricardo Gabriel Álvarez 59 |
| 14 listopada 2010 | Newell’s Old Boys - Racing Club de Avellaneda 0:2 Gabriel Agustín Hauche 90, Pablo Ariel Lugüercio 94 |
| 14 listopada 2010 | CA Argentino de Quilmes - Godoy Cruz Antonio Tomba 2:1 Santiago Raymonda 2, Miguel Eduardo Caneo 92 - Jairo Fernando Castillo 33 mecz rozegrany został przy pustych trybunach na stadionie klubu CA Banfield |
| 16 listopada 2010 | River Plate - Boca Juniors 1:0 Jonathan Maidana 54 |

### Apertura 15
| Data              | Mecz |
| ----------------- | --- |
| 19 listopada 2010 | Godoy Cruz Antonio Tomba - CA Banfield 2:1 David Arturo Ramírez 10, Carlos Andrés Sánchez 16 - Gabriel Antonio Méndez 92                             |
| 20 listopada 2010 | CA All Boys - Newell’s Old Boys 2:0 Mauro Matos 36, Emanuel Perea 67                                                                                 |
| 20 listopada 2010 | Estudiantes La Plata - CA Huracán 2:0 Gabriel Iván Mercado 8, Enzo Nicolás Pérez 57 mecz rozegrany został na stadionie klubu CA Argentino de Quilmes |
| 21 listopada 2010 | Racing Club de Avellaneda - CA Argentino de Quilmes 1:1 Gabriel Agustín Hauche 72 - Francisco Javier Cerro 69                                        |
| 21 listopada 2010 | Boca Juniors - Arsenal Sarandí Buenos Aires 2:1 Sergio Ezequiel Araujo 28, Martín Palermo 75 - Lisandro López 49                                     |
| 21 listopada 2010 | San Lorenzo de Almagro - River Plate 0:0 |
| 21 listopada 2010 | Gimnasia y Esgrima La Plata - CA Vélez Sarsfield 0:0                                                                                                 |
| 22 listopada 2010 | Olimpo Bahía Blanca - Argentinos Juniors 1:1 Martín Sebastián Aguirre 62 - Franco Niell 81                                                           |
| 22 listopada 2010 | CA Colón - Independiente 1:1 Esteban Óscar Fuertes 74 - Maximiliano Nicolás Velázquez 23                                                             |
| 22 listopada 2010 | Club Atlético Lanús - CA Tigre 2:0 Mario Regueiro 28, 58                                                                                             |

### Apertura 16
| Data              | Mecz |
| ----------------- | --- |
| 26 listopada 2010 | Arsenal Sarandí Buenos Aires - San Lorenzo de Almagro 2:1 Mauro Iván Óbolo 62, Claudio Ezequiel Mosca 94 - Gonzalo Eduardo Rovira 37                 |
| 26 listopada 2010 | Gimnasia y Esgrima La Plata - Godoy Cruz Antonio Tomba 1:3 Antonio Rojano 33 - Nicolás Gabriel Sánchez 12, David Arturo Ramírez 67, Abel Masuero 73s |
| 27 listopada 2010 | CA Argentino de Quilmes - CA All Boys 2:1 Juan José Morales 75, Bernardo Daniel Romeo 79 - Mauro Matos 11                                            |
| 27 listopada 2010 | CA Banfield - Racing Club de Avellaneda 1:2 Marcelo Adrián Carrusca 25 - Gabriel Agustín Hauche 22, Claudio Daniel Bieler 26                         |
| 28 listopada 2010 | Independiente - Estudiantes La Plata 1:2 Nicolás Martínez 46 - Juan Pablo Pereyra 12, Gastón Nicolás Fernández 86                                    |
| 28 listopada 2010 | River Plate - Olimpo Bahía Blanca 1:0 Adalberto Román 32                                                                                             |
| 28 listopada 2010 | Newell’s Old Boys - Boca Juniors 1:0 Luis Miguel Rodríguez 86                                                                                        |
| 29 listopada 2010 | CA Huracán - Club Atlético Lanús 1:2 Ezequiel Nicolás Filipetto 26 - Paolo Duval Goltz 7, Gonzalo Castillejos 82                                     |
| 29 listopada 2010 | Argentinos Juniors - CA Colón 3:0 Franco Niell 51, Nicolás Blandi 78, Emilio Exequiel Hernández 81                                                   |
| 30 listopada 2010 | CA Vélez Sarsfield - CA Tigre 2:1 Santiago Martín Silva 11, Juan Manuel Martínez 62k - Diego Rafael Castaño 91                                       |

### Apertura 17
| Data           | Mecz |
| -------------- | --- |
| 1 grudnia 2010 | Olimpo Bahía Blanca - Arsenal Sarandí Buenos Aires 1:1 Néstor Fabián Bareiro 28 - Matías Alustiza 11k |
| 3 grudnia 2010 | Racing Club de Avellaneda - Gimnasia y Esgrima La Plata 2:0 Gabriel Agustín Hauche 21, Patricio Daniel Toranzo 61 |
| 3 grudnia 2010 | CA All Boys - CA Banfield 2:1 Favio Segovia 11s, Mauro Matos 31 - Gabriel Antonio Méndez 69 |
| 4 grudnia 2010 | CA Colón - River Plate 1:2 Iván Moreno y Fabianesi 42 - Erik Lamela 56, Mariano Pavone 94 |
| 4 grudnia 2010 | Estudiantes La Plata - Argentinos Juniors 3:1 Gastón Nicolás Fernández 37, Maximiliano Ezequiel Núñez 58, Gabriel Iván Mercado 75 - Ciro Pablo Rius 32 mecz rozegrany został na stadionie klubu CA Argentino de Quilmes |
| 5 grudnia 2010 | Godoy Cruz Antonio Tomba - CA Vélez Sarsfield 0:4 Santiago Martín Silva 32, 52, Maximiliano Nicolás Moralez 56, Jonathan Cristaldo 83                                                                                   |
| 5 grudnia 2010 | Boca Juniors - CA Argentino de Quilmes 1:0 Cristian Damián Erbes 72 |
| 5 grudnia 2010 | San Lorenzo de Almagro - Newell’s Old Boys 0:0 |
| 5 grudnia 2010 | Club Atlético Lanús - Independiente 0:0 |
| 5 grudnia 2010 | CA Tigre - CA Huracán 3:1 Denis Stracqualursi 6, 31, Leonel Víctor Altobelli 38 - Rolando David Zárate 29k |

### Apertura 18
| Data           | Mecz |
| -------------- | --- |
| 7 grudnia 2010 | Arsenal Sarandí Buenos Aires - CA Colón 2:1 Claudio Ezequiel Mosca 39, Matías Alustiza 68k - Marcelo Jesús Goux 49                   |
| 7 grudnia 2010 | Gimnasia y Esgrima La Plata - CA All Boys 3:1 Fernando Sánchez 2s, Juan Ángel Neira 62, Gastón Casas 85 - Hugo Alberto Barrientos 49 |
| 8 grudnia 2010 | Godoy Cruz Antonio Tomba - Racing Club de Avellaneda 1:1 Jairo Fernando Castillo 7 - Iván Pillud 42                                  |
| 8 grudnia 2010 | River Plate - Estudiantes La Plata 0:4 Leandro Desábato 2, Matías Ariel Sánchez 45, Marcos Rojo 47, Gabriel Iván Mercado 57          |
| 8 grudnia 2010 | CA Vélez Sarsfield - CA Huracán 2:0 Jonathan Cristaldo 52, 84                                                                        |
| 9 grudnia 2010 | Argentinos Juniors - Club Atlético Lanús 1:2 Nicolás Blandi 44 - Gonzalo Castillejos 9, 16                                           |
| 9 grudnia 2010 | Newell’s Old Boys - Olimpo Bahía Blanca 0:1 Cristian Villanueva 39                                                                   |
| 9 grudnia 2010 | CA Argentino de Quilmes - San Lorenzo de Almagro 1:0 Juan José Morales 17                                                            |
| 9 grudnia 2010 | CA Banfield - Boca Juniors 0:0 |
| 6 lutego 2010  | Independiente - CA Tigre 0:1 Denis Stracqualursi 80                                                                                  |

### Apertura 19
| Data            | Mecz |
| --------------- | --- |
| 11 grudnia 2010 | CA All Boys - Godoy Cruz Antonio Tomba 2:2 Matías Pérez García 29, Mauro Matos 95k - Ariel Rojas 1, Mariano Martín Donda 7 |
| 12 grudnia 2010 | Racing Club de Avellaneda - CA Vélez Sarsfield 0:2 Juan Manuel Martínez 24, Maximiliano Nicolás Moralez 58                 |
| 12 grudnia 2010 | San Lorenzo de Almagro - CA Banfield 2:1 Jonathan Bottinelli 47, Juan Carlos Menseguez 85 - Walter Daniel Erviti 38        |
| 12 grudnia 2010 | CA Colón - Newell’s Old Boys 1:0 Lucas Emanuel Acosta 82                                                                   |
| 12 grudnia 2010 | Estudiantes La Plata - Arsenal Sarandí Buenos Aires 2:0 Hernán Rodrigo López 74, 87                                        |
| 13 grudnia 2010 | CA Huracán - Independiente 1:0 Guillermo Ezequiel Roffes 47                                                                |
| 13 grudnia 2010 | Boca Juniors - Gimnasia y Esgrima La Plata 1:1 Martín Palermo 5 - Juan Ángel Neira 71                                      |
| 13 grudnia 2010 | Olimpo Bahía Blanca - CA Argentino de Quilmes 0:1 Danilo Gerlo 3                                                           |
| 13 grudnia 2010 | Club Atlético Lanús - River Plate 1:4 Silvio Romero 32k - Erik Lamela 29, Adalberto Román 52, Mariano Pavone 54k, 76       |
| 13 grudnia 2010 | CA Tigre - Argentinos Juniors 1:1 Denis Stracqualursi 45k - Ciro Pablo Rius 63                                             |

### Tabela końcowa Apertura 2010/11
| Poz | Klub                         | Mecze | Zw | Rem | Por | Pkt | BrZd | BrStr |
| --- | ---------------------------- | ----- | -- | --- | --- | --- | ---- | ----- |
| 1   | Estudiantes La Plata         | 19    | 14 | 3   | 2   | 45  | 32   | 8     |
| 2   | CA Vélez Sarsfield           | 19    | 13 | 4   | 2   | 43  | 33   | 9     |
| 3   | Arsenal Sarandí Buenos Aires | 19    | 9  | 5   | 5   | 32  | 22   | 19    |
| 4   | River Plate                  | 19    | 8  | 7   | 4   | 31  | 21   | 18    |
| 5   | Godoy Cruz Antonio Tomba     | 19    | 7  | 8   | 4   | 29  | 32   | 25    |
| 6   | Racing Club de Avellaneda    | 19    | 8  | 5   | 6   | 29  | 25   | 18    |
| 7   | Club Atlético Lanús          | 19    | 8  | 4   | 7   | 28  | 20   | 25    |
| 8   | CA All Boys                  | 19    | 7  | 5   | 7   | 26  | 24   | 23    |
| 9   | Newell’s Old Boys            | 19    | 6  | 8   | 5   | 26  | 13   | 12    |
| 10  | CA Colón                     | 19    | 7  | 5   | 7   | 26  | 21   | 29    |
| 11  | CA Tigre                     | 19    | 7  | 4   | 8   | 25  | 24   | 24    |
| 12  | Boca Juniors                 | 19    | 7  | 4   | 8   | 25  | 20   | 20    |
| 13  | Argentinos Juniors           | 19    | 6  | 6   | 7   | 24  | 22   | 21    |
| 14  | San Lorenzo de Almagro       | 19    | 6  | 6   | 7   | 24  | 18   | 20    |
| 15  | CA Banfield                  | 19    | 4  | 8   | 7   | 20  | 20   | 19    |
| 16  | CA Argentino de Quilmes      | 19    | 4  | 7   | 8   | 19  | 14   | 23    |
| 17  | Olimpo Bahía Blanca          | 19    | 5  | 3   | 11  | 18  | 18   | 26    |
| 18  | CA Huracán                   | 19    | 4  | 4   | 11  | 16  | 16   | 33    |
| 19  | Gimnasia y Esgrima La Plata  | 19    | 3  | 6   | 10  | 15  | 13   | 23    |
| 20  | Independiente                | 19    | 2  | 8   | 9   | 14  | 13   | 26    |

### Klasyfikacja strzelców bramek turnieju Apertura 2010/11
| Gole | Piłkarz               | Klub                         |
| ---- | --------------------- | ---------------------------- |
| 11   | Santiago Martín Silva | CA Vélez Sarsfield           |
| 10   | Denis Stracqualursi   | CA Tigre                     |
| 10   | Juan Manuel Martínez  | CA Vélez Sarsfield           |
| 8    | Mauro Matos           | CA All Boys                  |
| 8    | Martín Palermo        | Boca Juniors                 |
| 8    | David Arturo Ramírez  | Godoy Cruz Antonio Tomba     |
| 7    | Mauro Iván Obolo      | Arsenal Sarandí Buenos Aires |

## Torneo Clausura 2010/11

### Clausura 1
| Data           | Mecz |
| -------------- | --- |
| 11 lutego 2011 | Estudiantes La Plata - Newell’s Old Boys 2:1 Gastón Nicolás Fernández 13, Gabriel Iván Mercado 24 - Juan Manuel Cobelli 90 mecz rozegrany został na stadionie klubu CA Argentino de Quilmes |
| 11 lutego 2011 | Independiente - CA Vélez Sarsfield 2:2 Facundo Manuel Parra 7, Roberto Miguel Battión 36 - Maximiliano Nicolás Moralez 47, Juan Manuel Martínez 78                                          |
| 12 lutego 2011 | CA Colón - CA Argentino de Quilmes 2:0 Esteban Óscar Fuertes 51, 71 |
| 12 lutego 2011 | San Lorenzo de Almagro - Gimnasia y Esgrima La Plata 1:1 Juan Carlos Menseguez 17 - Juan Ángel Neira 70k                                                                                    |
| 12 lutego 2011 | Olimpo Bahía Blanca - CA Banfield 2:1 Davíd Alejandro Vega 64, Carlos Daniel Salom 90 - Víctor Rubén López 48                                                                               |
| 13 lutego 2011 | CA All Boys - Racing Club de Avellaneda 0:1 Gabriel Agustín Hauche 74 |
| 13 lutego 2011 | Boca Juniors - Godoy Cruz Antonio Tomba 1:4 Walter Daniel Erviti 53 - Rubén Darío Ramírez 14, 38, Adrián Nahuel Torres 52, Carlos Andrés Sánchez 93                                         |
| 13 lutego 2011 | CA Tigre - River Plate 0:0 |
| 14 lutego 2011 | Club Atlético Lanús - Arsenal Sarandí Buenos Aires 3:1 Diego Valeri 56, Mario Regueiro 91, Silvio Romero 94 - Juan Pablo Caffa 84                                                           |
| 14 lutego 2011 | CA Huracán - Argentinos Juniors 1:1 Javier Edgardo Cámpora 3 - Nicolás Blandi 89 |

### Clausura 2
| Data           | Mecz |
| -------------- | --- |
| 18 lutego 2011 | Gimnasia y Esgrima La Plata - Olimpo Bahía Blanca 1:3 Jorge Córdoba 66 - Federico Hernán Domínguez 49, Ezequiel Carlos Maggiolo 71, Martín Rolle 76 |
| 18 lutego 2011 | CA Banfield - CA Colón 1:1 Jorge Daniel Achucarro 6 - Esteban Óscar Fuertes 45                                                                      |
| 19 lutego 2011 | Argentinos Juniors - Independiente 0:0 |
| 19 lutego 2011 | Newell’s Old Boys - Club Atlético Lanús 2:1 Claudio Daniel Bieler 46, Juan Manuel Cobelli 88 - Diego Valeri 69                                      |
| 19 lutego 2011 | CA Vélez Sarsfield - CA All Boys 1:2 David Arturo Ramírez 55 - Sebastián Hugo Grazzini 25, 57                                                       |
| 20 lutego 2011 | CA Argentino de Quilmes - Estudiantes La Plata 0:1 Gabriel Iván Mercado 45                                                                          |
| 20 lutego 2011 | River Plate - CA Huracán 2:0 Erik Lamela 51, Paulo Andrés Ferrari 59                                                                                |
| 20 lutego 2011 | Racing Club de Avellaneda - Boca Juniors 0:1 Pablo Nicolás Mouche 47                                                                                |
| 21 lutego 2011 | Godoy Cruz Antonio Tomba - San Lorenzo de Almagro 0:2 Juan Carlos Menseguez 50, Nahuel Benítez 93                                                   |
| 21 lutego 2011 | Arsenal Sarandí Buenos Aires - CA Tigre 2:0 Lisandro López 5, Jorge Alberto Ortiz 86                                                                |

### Clausura 3
| Data           | Mecz |
| -------------- | --- |
| 25 lutego 2011 | Olimpo Bahía Blanca - Godoy Cruz Antonio Tomba 3:3 Ezequiel Carlos Maggiolo 17, Néstor Fabián Bareiro 33, 94 - Álvaro Damián Navarro 52, Fabricio Damián Núñez 56, 66 |
| 25 lutego 2011 | CA Colón - Gimnasia y Esgrima La Plata 1:3 Gabriel Maximiliano Graciani 8 - Juan Ángel Neira 6, 25, Lucas Nahuel Castro 91                                            |
| 26 lutego 2011 | San Lorenzo de Almagro - Racing Club de Avellaneda 1:2 Jonathan Bottinelli 11 - Teófilo Antonio Gutiérrez 44, 55                                                      |
| 26 lutego 2011 | Club Atlético Lanús - CA Argentino de Quilmes 2:1 Diego Valeri 8, 38                                                                                                  |
| 26 lutego 2011 | Boca Juniors - CA All Boys 0:0 |
| 27 lutego 2011 | Estudiantes La Plata - CA Banfield 0:1 Jorge Daniel Achucarro 61 |
| 27 lutego 2011 | Argentinos Juniors - CA Vélez Sarsfield 1:1 Franco Niell 68 - David Arturo Ramírez 8                                                                                  |
| 27 lutego 2011 | Independiente - River Plate 0:1 Mariano Pavone 89 |
| 28 lutego 2011 | CA Huracán - Arsenal Sarandí Buenos Aires 1:1 Javier Edgardo Cámpora 52 - Mauro Iván Óbolo 64                                                                         |
| 28 lutego 2011 | CA Tigre - Newell’s Old Boys 1:0 Denis Stracqualursi 8 |

### Clausura 4
| Data         | Mecz |
| ------------ | --- |
| 4 marca 2011 | CA All Boys - San Lorenzo de Almagro 0:3 Juan Carlos Menseguez 69, Pablo Velázquez 89, Juan Manuel Salgueiro 93                                                                                  |
| 5 marca 2011 | Newell’s Old Boys - CA Huracán 3:3 Claudio Daniel Bieler 5, Ignacio David Fideleff 25, Mauricio Sperdutti 58 - Cristian Maidana 28, Diego Mateo 41s, Carlos Darío Quintana 45                    |
| 5 marca 2011 | Racing Club de Avellaneda - Olimpo Bahía Blanca 4:3 Pablo Ariel Lugüercio 10, 12, Lucas Matías Licht 17, Teófilo Antonio Gutiérrez 47 - Ezequiel Carlos Maggiolo 51, 56, Nicolás Bianchi Arce 58 |
| 5 marca 2011 | Gimnasia y Esgrima La Plata - Estudiantes La Plata 0:2 Gastón Nicolás Fernández 52, Enzo Nicolás Pérez 84k                                                                                       |
| 6 marca 2011 | River Plate - Argentinos Juniors 0:0 |
| 6 marca 2011 | CA Vélez Sarsfield - Boca Juniors 1:0 Fernando Ortiz 39 |
| 6 marca 2011 | Godoy Cruz Antonio Tomba - CA Colón 2:3 Emir Faccioli 27, Diego Nicolás Villar 68 - Lucas Emanuel Acosta 24, Esteban Óscar Fuertes 39, 88                                                        |
| 6 marca 2011 | CA Banfield - Club Atlético Lanús 2:1 Enrique Alberto Bologna 12k, Jorge Daniel Achucarro 89 - Mario Regueiro 95                                                                                 |
| 6 marca 2011 | CA Argentino de Quilmes - CA Tigre 1:2 Miguel Eduardo Caneo 23 - Denis Stracqualursi 53, Mariano Echeverría 72                                                                                   |
| 7 marca 2011 | Arsenal Sarandí Buenos Aires - Independiente 3:0 Juan Pablo Caffa 4, Juan Ángel Krupoviesa 34k, Luciano Leguizamón 81                                                                            |

### Clausura 5
| Data          | Mecz |
| ------------- | --- |
| 11 marca 2011 | Olimpo Bahía Blanca - CA All Boys 1:0 Ezequiel Carlos Maggiolo 61                                                              |
| 11 marca 2011 | CA Tigre - CA Banfield 1:2 Diego Alberto Morales 56 - Cristian Andrès García 24, Facundo Ferreyra 91                           |
| 12 marca 2011 | San Lorenzo de Almagro - Boca Juniors 1:0 Aureliano Torres 66                                                                  |
| 12 marca 2011 | Argentinos Juniors - Arsenal Sarandí Buenos Aires 1:0 Santiago Gabriel Salcedo 78                                              |
| 12 marca 2011 | Club Atlético Lanús - Gimnasia y Esgrima La Plata 0:0                                                                          |
| 13 marca 2011 | Estudiantes La Plata - Godoy Cruz Antonio Tomba 0:1 Israel Damonte 61                                                          |
| 13 marca 2011 | CA Colón - Racing Club de Avellaneda 0:4 Pablo Ariel Lugüercio 15, Teófilo Antonio Gutiérrez 42, 71, Gabriel Agustín Hauche 85 |
| 13 marca 2011 | River Plate - CA Vélez Sarsfield 1:2 Mariano Pavone 49k - Santiago Martín Silva 35, 85                                         |
| 14 marca 2011 | Independiente - Newell’s Old Boys 4:0 Nicolás Alejandro Cabrera 4, 12, Néstor Andrés Silvera 25, Jairo Fernando Castillo 80    |
| 14 marca 2011 | CA Huracán - CA Argentino de Quilmes 2:1 Rolando David Zárate 40, Javier Edgardo Cámpora 67 - Martín Cauteruccio 80            |

### Clausura 6
| Data             | Mecz |
| ---------------- | --- |
| 19 marca 2011    | CA Argentino de Quilmes - Independiente 1:1 Juan José Morales 68 - Facundo Manuel Parra 24                                                                                                 |
| 19 marca 2011    | Arsenal Sarandí Buenos Aires - River Plate 1:1 Mauro Iván Óbolo 17 - Jonathan Maidana 14                                                                                                   |
| 19 marca 2011    | CA All Boys - CA Colón 0:2 Federico Fernando Higuaín 20, Iván Moreno y Fabianesi 77 |
| 19 marca 2011    | Godoy Cruz Antonio Tomba - Club Atlético Lanús 2:0 Nicolás Andrés Olmedo 38, Santiago Abel Hoyos 68s                                                                                       |
| 20 marca 2011    | Boca Juniors - Olimpo Bahía Blanca 0:2 Martín Rolle 40, Julio César Furch 90 |
| 20 marca 2011    | Newell’s Old Boys - Argentinos Juniors 0:2 Ciro Pablo Rius 6, Mauro Bogado 79 |
| 20 marca 2011    | Racing Club de Avellaneda - Estudiantes La Plata 0:1 Hernán Rodrigo López 85 |
| 20 marca 2011    | CA Vélez Sarsfield - San Lorenzo de Almagro 0:0 mecz przerwany został w 10 minucie - dokończony 20 kwietnia                                                                                |
| 21 marca 2011    | Gimnasia y Esgrima La Plata - CA Tigre 2:1 Juan Ángel Neira 37, 74 |
| 21 marca 2011    | CA Banfield - CA Huracán 2:2 Jonathan David Gómez 21, Cristian Andrès García 24 - Rolando David Zárate 37, Javier Edgardo Cámpora 85                                                       |
| 20 kwietnia 2011 | CA Vélez Sarsfield - San Lorenzo de Almagro 2:0 Santiago Martín Silva 74, Augusto Fernández 88 dokończenie na stadionie klubu Boca Juniors pozostałych 80 minut meczu przerwanego 20 marca |

### Clausura 7
| Data          | Mecz |
| ------------- | --- |
| 25 marca 2011 | Estudiantes La Plata - CA All Boys 3:0 Nicolás Carlos Cambiasso 19s, Cristian Vella 23s, Leandro González 53 mecz rozegrany został na stadionie klubu Racing Club de Avellaneda |
| 25 marca 2011 | Argentinos Juniors - CA Argentino de Quilmes 0:0 |
| 26 marca 2011 | Club Atlético Lanús - Racing Club de Avellaneda 4:1 Mario Regueiro 59, César Alberto Carranza 69, Carlos Izquierdoz 84, Guido Hernán Pizarro 93 - Patricio Daniel Toranzo 28    |
| 26 marca 2011 | River Plate - Newell’s Old Boys 2:1 Leandro Rubén Caruso 35, 72 - Mauricio Sperdutti 41                                                                                         |
| 26 marca 2011 | CA Huracán - Gimnasia y Esgrima La Plata 2:0 Rodrigo Andrés Battaglia 8, Javier Edgardo Cámpora 18                                                                              |
| 26 marca 2011 | Olimpo Bahía Blanca - San Lorenzo de Almagro 0:1 Juan Manuel Salgueiro 74 |
| 27 marca 2011 | CA Colón - Boca Juniors 0:1 Juan Román Riquelme 61 |
| 27 marca 2011 | CA Tigre - Godoy Cruz Antonio Tomba 2:2 Denis Stracqualursi 62, 92 - Mariano Martín Donda 28, Álvaro Damián Navarro 45                                                          |
| 27 marca 2011 | CA Vélez Sarsfield - Arsenal Sarandí Buenos Aires 3:0 Santiago Martín Silva 25k, Ricardo Gabriel Álvarez 36, Juan Manuel Martínez 63                                            |
| 27 marca 2011 | Independiente - CA Banfield 1:1 Eduardo Nicolás Tuzzio 8 - Cristian Andrès García 43                                                                                            |

### Clausura 8
| Data            | Mecz |
| --------------- | --- |
| 1 kwietnia 2011 | Gimnasia y Esgrima La Plata - Independiente 1:2 Abel Masuero 19 - Néstor Andrés Silvera 55, Cristian Alberto Pellerano 92                         |
| 1 kwietnia 2011 | CA Banfield - Argentinos Juniors 0:2 Franco Niell 32, Mauro Bogado 79                                                                             |
| 2 kwietnia 2011 | CA All Boys - Club Atlético Lanús 0:0 |
| 2 kwietnia 2011 | Olimpo Bahía Blanca - CA Vélez Sarsfield 1:2 Martín Rolle 40k - Ricardo Gabriel Álvarez 2, Emiliano Ramiro Papa 52                                |
| 2 kwietnia 2011 | Newell’s Old Boys - Arsenal Sarandí Buenos Aires 2:2 Juan Manuel Cobelli 47, Sergio Oscar Almirón 54 - Luciano Leguizamón 27, Mauro Iván Óbolo 30 |
| 2 kwietnia 2011 | Racing Club de Avellaneda - CA Tigre 1:2 Claudio Yacob 77 - Mariano Pernía 24, Denis Stracqualursi 51                                             |
| 3 kwietnia 2011 | Boca Juniors - Estudiantes La Plata 2:1 Juan Román Riquelme 15, Lucas Viatri 90 - Hernán Rodrigo López 7                                          |
| 3 kwietnia 2011 | CA Argentino de Quilmes - River Plate 0:1 Paulo Andrés Ferrari 14                                                                                 |
| 3 kwietnia 2011 | Godoy Cruz Antonio Tomba - CA Huracán 3:1 Álvaro Damián Navarro 4, 16, Rodrigo Javier Salinas 39 - Javier Edgardo Cámpora 7                       |
| 3 kwietnia 2011 | San Lorenzo de Almagro - CA Colón 1:2 Giancarlo Carmona 91 - Lucas Emanuel Acosta 20, 36                                                          |

### Clausura 9
| Data             | Mecz |
| ---------------- | --- |
| 8 kwietnia 2011  | Independiente - Godoy Cruz Antonio Tomba 3:0 Jorge Iván Pérez 55, Hernán Fredes 66, Leonel Jorge Núñez 86                                                  |
| 8 kwietnia 2011  | Estudiantes La Plata - San Lorenzo de Almagro 0:0 mecz rozegrany został na stadionie klubu CA Argentino de Quilmes                                         |
| 9 kwietnia 2011  | CA Huracán - Racing Club de Avellaneda 0:0 |
| 9 kwietnia 2011  | CA Colón - Olimpo Bahía Blanca 0:2 Néstor Fabián Bareiro 17, Marcos Litre 68                                                                               |
| 9 kwietnia 2011  | Arsenal Sarandí Buenos Aires - CA Argentino de Quilmes 2:2 Lisandro López 73, Luciano Leguizamón 91 - Pablo Osvaldo Vázquez 27, Pablo Sebastián Garnier 83 |
| 9 kwietnia 2011  | River Plate - CA Banfield 1:0 Mariano Pavone 69 |
| 10 kwietnia 2011 | Argentinos Juniors - Gimnasia y Esgrima La Plata 1:1 Ciro Pablo Rius 30 - José Nicolás Vizcarra 25                                                         |
| 10 kwietnia 2011 | CA Tigre - CA All Boys 0:1 Hugo Alberto Barrientos 9 |
| 10 kwietnia 2011 | CA Vélez Sarsfield - Newell’s Old Boys 2:0 Santiago Martín Silva 8, Augusto Fernández 78                                                                   |
| 10 kwietnia 2011 | Club Atlético Lanús - Boca Juniors 2:0 Diego Valeri 80, Santiago Abel Hoyos 86                                                                             |

### Clausura 10
| Data             | Mecz |
| ---------------- | --- |
| 15 kwietnia 2011 | CA Argentino de Quilmes - Newell’s Old Boys 3:1 Bernardo Daniel Romeo 23, 85, Martín Cauteruccio 62 - Mauricio Sperdutti 27                               |
| 16 kwietnia 2011 | San Lorenzo de Almagro - Club Atlético Lanús 1:1 Juan Carlos Menseguez 53 - Paolo Duval Goltz 69                                                          |
| 16 kwietnia 2011 | CA All Boys - CA Huracán 3:1 Cristian Fabbiani 13, 20, Emmanuel Gigliotti 52 - Javier Edgardo Cámpora 21                                                  |
| 16 kwietnia 2011 | Racing Club de Avellaneda - Independiente 2:0 Gabriel Agustín Hauche 44, Teófilo Antonio Gutiérrez 86                                                     |
| 16 kwietnia 2011 | Godoy Cruz Antonio Tomba - Argentinos Juniors 1:0 Diego Nicolás Villar 2 mecz rozegrany został na stadionie w San Luis                                    |
| 17 kwietnia 2011 | Olimpo Bahía Blanca - Estudiantes La Plata 2:2 Diego Alberto Galván 31k, Néstor Fabián Bareiro 64 - Marcelo Julio Mosset 55s, Gastón Nicolás Fernández 59 |
| 17 kwietnia 2011 | Gimnasia y Esgrima La Plata - River Plate 0:0 |
| 17 kwietnia 2011 | CA Colón - CA Vélez Sarsfield 1:1 Iván Moreno y Fabianesi 67 - Víctor Eduardo Zapata 94                                                                   |
| 17 kwietnia 2011 | Boca Juniors - CA Tigre 3:3 Nicolás Carlos Colazo 43, Juan Román Riquelme 45, Clemente Rodríguez 78 - Denis Stracqualursi 22, 36, 70k                     |
| 18 kwietnia 2011 | CA Banfield - Arsenal Sarandí Buenos Aires 1:0 Facundo Ferreyra 64                                                                                        |

### Clausura 11
| Data             | Mecz |
| ---------------- | --- |
| 23 kwietnia 2011 | CA Vélez Sarsfield - CA Argentino de Quilmes 2:3 Héctor Canteros 39, Agustín Vuletich 92 - Miguel Eduardo Caneo 65, Pablo Osvaldo Vázquez 81, 82 |
| 23 kwietnia 2011 | Independiente - CA All Boys 2:2 Facundo Manuel Parra 41, Roberto Miguel Battión 56 - Sebastián Adolfo Ereros 78, Emmanuel Gigliotti 82           |
| 23 kwietnia 2011 | River Plate - Godoy Cruz Antonio Tomba 1:2 Jonathan Maidana 38 - Zelmar García 49, Mariano Martín Donda 85                                       |
| 23 kwietnia 2011 | Estudiantes La Plata - CA Colón 0:2 Esteban Óscar Fuertes 41, Damián Rodrigo Díaz 94                                                             |
| 23 kwietnia 2011 | Newell’s Old Boys - CA Banfield 0:1 Jorge Daniel Achucarro 58                                                                                    |
| 24 kwietnia 2011 | Argentinos Juniors - Racing Club de Avellaneda 2:1 Santiago Gabriel Salcedo 59, Gonzálo Prósperi 78 - Teófilo Antonio Gutiérrez 18               |
| 24 kwietnia 2011 | CA Huracán - Boca Juniors 0:3 Cristian Manuel Chávez 19, Nicolás Carlos Colazo 46, Martín Palermo 83                                             |
| 24 kwietnia 2011 | CA Tigre - San Lorenzo de Almagro 1:0 Jonathan Ferrari 5s                                                                                        |
| 24 kwietnia 2011 | Arsenal Sarandí Buenos Aires - Gimnasia y Esgrima La Plata 1:1 Mauro Iván Óbolo 33 - Guillermo Barros Schelotto 67                               |
| 25 kwietnia 2011 | Club Atlético Lanús - Olimpo Bahía Blanca 1:1 Silvio Romero 78 - Juan Manuel Cobo 90                                                             |

### Clausura 12
| Data             | Mecz |
| ---------------- | --- |
| 29 kwietnia 2011 | Gimnasia y Esgrima La Plata - Newell’s Old Boys 1:2 Guillermo Barros Schelotto 33 - Rolando Carlos Schiavi 76k, Claudio Daniel Bieler 82                                                                        |
| 29 kwietnia 2011 | CA Banfield - CA Argentino de Quilmes 3:4 Marcelo Quinteros 24, Facundo Ferreyra 52, Alejandro Barbaro 61 - Bernardo Daniel Romeo 23, Miguel Eduardo Caneo 32k, Pablo Osvaldo Vázquez 77, Martín Cauteruccio 84 |
| 30 kwietnia 2011 | Estudiantes La Plata - CA Vélez Sarsfield 0:4 Augusto Fernández 36, Maximiliano Nicolás Moralez 41, 62k, David Arturo Ramírez 89                                                                                |
| 30 kwietnia 2011 | Racing Club de Avellaneda - River Plate 0:1 Mariano Pavone 34k |
| 30 kwietnia 2011 | CA All Boys - Argentinos Juniors 0:0 na mecz nie mieli wstępu kibice klubu Argentinos Juniors |
| 30 kwietnia 2011 | San Lorenzo de Almagro - CA Huracán 3:0 Néstor Ezequiel Ortigoza 54k, Juan Manuel Salgueiro 61, Pablo Velázquez 68                                                                                              |
| 30 kwietnia 2011 | Godoy Cruz Antonio Tomba - Arsenal Sarandí Buenos Aires 1:4 Álvaro Damián Navarro 26 - Lisandro López 11, Adrián Hernán González 21, Mauro Iván Óbolo 62, 71 mecz rozegrany został na stadionie w San Luis      |
| 2 maja 2011      | CA Colón - Club Atlético Lanús 0:1 Leandro Nicolás Díaz 57 |
| 2 maja 2011      | Olimpo Bahía Blanca - CA Tigre 2:2 Diego Alberto Galván 7, Néstor Fabián Bareiro 57 - Román Fernando Martínez 34, 51                                                                                            |
| 2 maja 2011      | Boca Juniors - Independiente 1:1 Martín Palermo 22 - Lucas Martín Villafáñez 77 |

### Clausura 13
| Data        | Mecz |
| ----------- | --- |
| 6 maja 2011 | Newell’s Old Boys - Godoy Cruz Antonio Tomba 1:3 Leandro Sebastián Velázquez 90 - Leonardo Germán Sigali 17, Mariano Martín Donda 36, Carlos Andrés Sánchez 92 |
| 7 maja 2011 | CA Argentino de Quilmes - Gimnasia y Esgrima La Plata 2:2 Pablo Osvaldo Vázquez 3, Enzo Kalinski 78 - Lucas Nahuel Castro 34, Claudio Fernando Graf 65         |
| 7 maja 2011 | CA Tigre - CA Colón 3:0 Diego Alberto Morales 34, Denis Stracqualursi 57, Diego Alberto Morales 61                                                             |
| 7 maja 2011 | CA Huracán - Olimpo Bahía Blanca 1:2 Javier Edgardo Cámpora 51 - Diego Alberto Galván 49, Néstor Fabián Bareiro 92                                             |
| 7 maja 2011 | Arsenal Sarandí Buenos Aires - Racing Club de Avellaneda 1:2 Matías Alustiza 84 - Valentín Nicolás Viola 80, Patricio Daniel Toranzo 82                        |
| 8 maja 2011 | Argentinos Juniors - Boca Juniors 0:2 Martín Palermo 4, Juan Román Riquelme 21                                                                                 |
| 8 maja 2011 | Club Atlético Lanús - Estudiantes La Plata 0:0 |
| 8 maja 2011 | River Plate - CA All Boys 0:2 Emmanuel Gigliotti 37, Juan Pablo Rodríguez Conde 92                                                                             |
| 8 maja 2011 | Independiente - San Lorenzo de Almagro 1:1 Facundo Manuel Parra 34 - Juan Manuel Salgueiro 49                                                                  |
| 9 maja 2011 | CA Vélez Sarsfield - CA Banfield 2:0 Fabián Alberto Cubero 82, David Arturo Ramírez 93                                                                         |

### Clausura 14
| Data         | Mecz |
| ------------ | --- |
| 13 maja 2011 | CA Colón - CA Huracán 3:0 Damián Rodrigo Díaz 8, 40, Esteban Óscar Fuertes 29                                                         |
| 13 maja 2011 | Godoy Cruz Antonio Tomba - CA Argentino de Quilmes 2:0 Rubén Darío Ramírez 14, Diego Nicolás Villar 30                                |
| 14 maja 2011 | Gimnasia y Esgrima La Plata - CA Banfield 2:0 Claudio Fernando Graf 37, Alejandro Rubén Capurro 55                                    |
| 14 maja 2011 | San Lorenzo de Almagro - Argentinos Juniors 1:2 Leandro Atilio Romagnoli 21 - Emilio Exequiel Hernández 7, Germán Rodrigo Basualdo 45 |
| 14 maja 2011 | CA All Boys - Arsenal Sarandí Buenos Aires 1:0 Emmanuel Gigliotti 54                                                                  |
| 14 maja 2011 | Racing Club de Avellaneda - Newell’s Old Boys 3:0 Teófilo Antonio Gutiérrez 15, 86, Lucas Elio Aveldaño 35                            |
| 15 maja 2011 | Olimpo Bahía Blanca - Independiente 1:2 Julio César Furch 95 - Facundo Manuel Parra 49, Patricio Julián Rodríguez 87                  |
| 15 maja 2011 | Club Atlético Lanús - CA Vélez Sarsfield 3:2 Santiago Abel Hoyos 16, Diego Valeri 40, Silvio Romero 51 - David Arturo Ramírez 4, 29   |
| 15 maja 2011 | Boca Juniors - River Plate 2:0 Juan Pablo Carrizo 28s, Martín Palermo 31                                                              |
| 15 maja 2011 | Estudiantes La Plata - CA Tigre 2:2 Gastón Nicolás Fernández 45k, Enzo Nicolás Pérez 59 - Ramiro Leone 50, Mariano Echeverría 75      |

### Clausura 15
| Data           | Mecz |
| -------------- | --- |
| 20 maja 2011   | Newell’s Old Boys - CA All Boys 1:0 Rolando Carlos Schiavi 28                                                                                                 |
| 20 maja 2011   | CA Banfield - Godoy Cruz Antonio Tomba 1:1 Jorge Daniel Achucarro 17 - Leonardo Germán Sigali 60                                                              |
| 21 maja 2011   | CA Tigre - Club Atlético Lanús 0:3 Silvio Romero 16, 50, 57                                                                                                   |
| 21 maja 2011   | Argentinos Juniors - Olimpo Bahía Blanca 0:1 Martín Sebastián Aguirre 85                                                                                      |
| 21 maja 2011   | CA Huracán - Estudiantes La Plata 0:2 Juan Pablo Pereyra 6, Hernán Rodrigo López 29 mecz przerwany został w 32 minucie przy stanie 0:2 - dokończony 2 czerwca |
| 21 maja 2011   | Independiente - CA Colón 3:1 Facundo Manuel Parra 20, Patricio Julián Rodríguez 23, Néstor Andrés Silvera 86 - Esteban Óscar Fuertes 64                       |
| 22 maja 2011   | CA Vélez Sarsfield - Gimnasia y Esgrima La Plata 2:0 Santiago Martín Silva 26, Maximiliano Nicolás Moralez 82k                                                |
| 22 maja 2011   | River Plate - San Lorenzo de Almagro 1:1 Leandro Rubén Caruso 29 - Jonathan Ferrari 74                                                                        |
| 22 maja 2011   | CA Argentino de Quilmes - Racing Club de Avellaneda 2:0 Martín Cauteruccio 55, Miguel Eduardo Caneo 75                                                        |
| 22 maja 2011   | Arsenal Sarandí Buenos Aires - Boca Juniors 2:2 Mauro Iván Óbolo 23, Lisandro López 61 - Lucas Viatri 53, Pablo Nicolás Mouche 81                             |
| 2 czerwca 2011 | CA Huracán - Estudiantes La Plata 0:3 Juan Pablo Pereyra 6, Hernán Rodrigo López 29, Matías Sarulyte 34 dokończenie 58 minut meczu przerwanego 21 maja        |

### Clausura 16
| Data         | Mecz |
| ------------ | --- |
| 28 maja 2011 | CA Colón - Argentinos Juniors 1:2 Iván Moreno y Fabianesi 73 - Nicolás Blandi 21, Franco Niell 65                                                               |
| 28 maja 2011 | San Lorenzo de Almagro - Arsenal Sarandí Buenos Aires 1:1 Juan Manuel Salgueiro 49 - Adrián Hernán González 19                                                  |
| 28 maja 2011 | CA All Boys - CA Argentino de Quilmes 1:0 Agustín Gonzalo Torassa 89                                                                                            |
| 28 maja 2011 | Racing Club de Avellaneda - CA Banfield 1:3 Mauro Javier dos Santos 72 - Facundo Ferreyra 19, Gustavo Toledo 29, Maximiliano Andrés Bustos 92                   |
| 29 maja 2011 | Boca Juniors - Newell’s Old Boys 1:0 Martín Palermo 50 |
| 29 maja 2011 | CA Tigre - CA Vélez Sarsfield 2:1 Denis Stracqualursi 26k, Ángel Gastón Díaz 65 - Ricardo Gabriel Álvarez 63                                                    |
| 29 maja 2011 | Olimpo Bahía Blanca - River Plate 0:0 |
| 29 maja 2011 | Estudiantes La Plata - Independiente 0:2 Leonel Galeano 45, Lucas Martín Villafáñez 76 mecz rozegrany został na stadionie klubu CA Argentino de Quilmes         |
| 30 maja 2011 | Club Atlético Lanús - CA Huracán 3:0 Diego Valeri 12, Silvio Romero 33, Guido Hernán Pizarro 44                                                                 |
| 30 maja 2011 | Godoy Cruz Antonio Tomba - Gimnasia y Esgrima La Plata 2:2 Rubén Darío Ramírez 17, Mariano Martín Donda 54 - Alejandro Rubén Capurro 31, Lucas Nahuel Castro 91 |

### Clausura 17
| Data            | Mecz |
| --------------- | --- |
| 3 czerwca 2011  | Arsenal Sarandí Buenos Aires - Olimpo Bahía Blanca 2:0 Mauro Iván Óbolo 38, Lisandro López 43                                  |
| 4 czerwca 2011  | CA Banfield - CA All Boys 3:1 Facundo Ferreyra 8, Marcelo Bustamante 84, Gabriel Antonio Méndez 91 - Mauro Matos 5k            |
| 5 czerwca 2011  | Gimnasia y Esgrima La Plata - Racing Club de Avellaneda 0:0                                                                    |
| 5 czerwca 2011  | CA Huracán - CA Tigre 3:2 Gastón Machín 37, Javier Edgardo Cámpora 40, 50 - Mariano Echeverría 43, Esteban Nicolás González 63 |
| 5 czerwca 2011  | River Plate - CA Colón 1:1 Leandro Rubén Caruso 82 - Esteban Óscar Fuertes 57                                                  |
| 5 czerwca 2011  | CA Argentino de Quilmes - Boca Juniors 2:2 Matías Caruzzo 27s, Danilo Gerlo 43 - Martín Palermo 63, Cristian Manuel Chávez 67  |
| 6 czerwca 2011  | Argentinos Juniors - Estudiantes La Plata 0:0                                                                                  |
| 6 czerwca 2011  | Independiente - Club Atlético Lanús 1:2 Maximiliano Nicolás Velázquez 81 - Diego Valeri 12, Mario Regueiro 75                  |
| 6 czerwca 2011  | CA Vélez Sarsfield - Godoy Cruz Antonio Tomba 2:0 Juan Manuel Martínez 65, David Arturo Ramírez 91                             |
| 15 czerwca 2011 | Newell’s Old Boys - San Lorenzo de Almagro 0:0                                                                                 |

### Clausura 18
| Data            | Mecz |
| --------------- | --- |
| 10 czerwca 2011 | Olimpo Bahía Blanca - Newell’s Old Boys 1:1 Martín Rolle 49k - Ignacio David Fideleff 65                                                        |
| 11 czerwca 2011 | CA Colón - Arsenal Sarandí Buenos Aires 0:1 Gustavo Blanco Leschuk 45                                                                           |
| 11 czerwca 2011 | CA Tigre - Independiente 0:0 |
| 11 czerwca 2011 | San Lorenzo de Almagro - CA Argentino de Quilmes 0:2 Francisco Javier Cerro 13, Martín Cauteruccio 88                                           |
| 11 czerwca 2011 | CA All Boys - Gimnasia y Esgrima La Plata 1:0 Emmanuel Gigliotti 40                                                                             |
| 12 czerwca 2011 | Boca Juniors - CA Banfield 1:1 Nicolás Carlos Colazo 47 - Facundo Ferreyra 84                                                                   |
| 12 czerwca 2011 | Estudiantes La Plata - River Plate 1:1 Matías Sarulyte 54 - Paulo Andrés Ferrari 48                                                             |
| 12 czerwca 2011 | Club Atlético Lanús - Argentinos Juniors 0:1 Nicolás Blandi 58                                                                                  |
| 12 czerwca 2011 | CA Huracán - CA Vélez Sarsfield 0:2 Santiago Martín Silva 51, David Arturo Ramírez 93k                                                          |
| 13 czerwca 2011 | Racing Club de Avellaneda - Godoy Cruz Antonio Tomba 2:3 Teófilo Antonio Gutiérrez 1, 28 - Mariano Martín Donda 45, 93k, Rubén Darío Ramírez 55 |

### Clausura 19
| Data            | Mecz |
| --------------- | --- |
| 18 czerwca 2011 | Godoy Cruz Antonio Tomba - CA All Boys 1:0 Nicolás Gabriel Sánchez 52                                                                                                  |
| 18 czerwca 2011 | Independiente - CA Huracán 5:1 Facundo Manuel Parra 16, Néstor Andrés Silvera 32, Patricio Julián Rodríguez 51, 71, Leonel Jorge Núñez 90 - Javier Edgardo Cámpora 79k |
| 18 czerwca 2011 | Gimnasia y Esgrima La Plata - Boca Juniors 2:2 Claudio Fernando Graf 9, Guillermo Barros Schelotto 13k - Christian Ariel Cellay 33, 93                                 |
| 18 czerwca 2011 | CA Argentino de Quilmes - Olimpo Bahía Blanca 0:1 Martín Rolle 8 |
| 18 czerwca 2011 | River Plate - Club Atlético Lanús 1:2 Erik Lamela 48 - Silvio Romero 31, Leandro Nicolás Díaz 93                                                                       |
| 18 czerwca 2011 | Argentinos Juniors - CA Tigre 1:1 Nicolás Blandi 21 - Román Fernando Martínez 29                                                                                       |
| 19 czerwca 2011 | CA Vélez Sarsfield - Racing Club de Avellaneda 2:1 Víctor Eduardo Zapata 16, Augusto Fernández 19 - Gabriel Agustín Hauche 10                                          |
| 19 czerwca 2011 | CA Banfield - San Lorenzo de Almagro 1:1 Gustavo Toledo 33 - Mauro Javier dos Santos 90s                                                                               |
| 19 czerwca 2011 | Newell’s Old Boys - CA Colón 1:0 Mauricio Sperdutti 88 |
| 19 czerwca 2011 | Arsenal Sarandí Buenos Aires - Estudiantes La Plata 1:0 Mauro Iván Óbolo 74                                                                                            |

### Tabela końcowa Clausura 2010/11
| Poz | Klub                         | Mecze | Zw | Rem | Por | Pkt | BrZd | BrStr |
| --- | ---------------------------- | ----- | -- | --- | --- | --- | ---- | ----- |
| 1   | CA Vélez Sarsfield           | 19    | 12 | 3   | 4   | 39  | 36   | 17    |
| 2   | Club Atlético Lanús          | 19    | 10 | 5   | 4   | 35  | 29   | 16    |
| 3   | Godoy Cruz Antonio Tomba     | 19    | 10 | 4   | 5   | 34  | 33   | 28    |
| 4   | Olimpo Bahia Blanca          | 19    | 8  | 6   | 5   | 30  | 28   | 23    |
| 5   | Argentinos Juniors           | 19    | 7  | 9   | 3   | 30  | 16   | 11    |
| 6   | Independiente                | 19    | 7  | 8   | 4   | 29  | 30   | 20    |
| 7   | Boca Juniors                 | 19    | 7  | 7   | 5   | 28  | 24   | 22    |
| 8   | CA Banfield                  | 19    | 7  | 6   | 6   | 27  | 24   | 24    |
| 9   | River Plate                  | 19    | 6  | 8   | 5   | 26  | 15   | 15    |
| 10  | Arsenal Sarandí Buenos Aires | 19    | 6  | 7   | 6   | 25  | 25   | 22    |
| 11  | CA Tigre                     | 19    | 6  | 7   | 6   | 25  | 25   | 26    |
| 12  | CA All Boys                  | 19    | 7  | 4   | 8   | 25  | 14   | 19    |
| 13  | Estudiantes La Plata         | 19    | 6  | 6   | 7   | 24  | 18   | 19    |
| 14  | San Lorenzo de Almagro       | 19    | 5  | 8   | 6   | 23  | 19   | 17    |
| 15  | Racing Club de Avellaneda    | 19    | 7  | 2   | 10  | 23  | 25   | 26    |
| 16  | CA Colón                     | 19    | 6  | 3   | 10  | 21  | 20   | 27    |
| 17  | CA Argentino de Quilmes      | 19    | 5  | 5   | 9   | 20  | 24   | 27    |
| 18  | Gimnasia y Esgrima La Plata  | 19    | 3  | 9   | 7   | 18  | 19   | 25    |
| 19  | Newell’s Old Boys            | 19    | 4  | 4   | 11  | 16  | 16   | 32    |
| 20  | CA Huracán                   | 19    | 3  | 5   | 11  | 14  | 18   | 42    |

### Klasyfikacja strzelców bramek turnieju Clausura 2010/11
| Gole | Pi?karz                   | Klub                         |
| ---- | ------------------------- | ---------------------------- |
| 11   | Teófilo Antonio Gutiérrez | Racing Club de Avellaneda    |
| 11   | Javier Edgardo Cámpora    | CA Huracán                   |
| 10   | Denis Stracqualursi       | CA Tigre                     |
| 9    | Esteban Óscar Fuertes     | CA Colón                     |
| 9    | Mauro Iván Obolo          | Arsenal Sarandí Buenos Aires |

## Sumaryczna tabela sezonu 2010/11
Tabela ma znaczenie nie tylko statystyczne. Na jej podstawie wyznaczone zostały kluby, które reprezentować będą Argentynę w turnieju Copa Libertadores i Copa Sudamericana.
| Poz | Klub                         | Mecze | Zw | Rem | Por | Pkt | BrZd | BrStr |
| --- | ---------------------------- | ----- | -- | --- | --- | --- | ---- | ----- |
| 1   | CA Vélez Sarsfield           | 38    | 25 | 7   | 6   | 82  | 69   | 26    |
| 2   | Estudiantes La Plata         | 38    | 20 | 9   | 9   | 69  | 50   | 27    |
| 3   | Godoy Cruz Antonio Tomba     | 38    | 17 | 12  | 9   | 63  | 65   | 53    |
| 4   | Club Atlético Lanús          | 38    | 18 | 9   | 11  | 63  | 49   | 41    |
| 5   | Arsenal Sarandí Buenos Aires | 38    | 15 | 12  | 11  | 57  | 47   | 41    |
| 6   | River Plate                  | 38    | 14 | 15  | 9   | 57  | 36   | 33    |
| 7   | Argentinos Juniors           | 38    | 13 | 15  | 10  | 54  | 38   | 32    |
| 8   | Boca Juniors                 | 38    | 14 | 11  | 13  | 53  | 44   | 42    |
| 9   | Racing Club de Avellaneda    | 38    | 15 | 7   | 16  | 52  | 50   | 44    |
| 10  | CA All Boys                  | 38    | 14 | 9   | 15  | 51  | 38   | 42    |
| 11  | CA Tigre                     | 38    | 13 | 11  | 14  | 50  | 49   | 50    |
| 12  | Olimpo Bahía Blanca          | 38    | 13 | 9   | 16  | 48  | 46   | 49    |
| 13  | CA Banfield                  | 38    | 11 | 14  | 13  | 47  | 44   | 43    |
| 14  | San Lorenzo de Almagro       | 38    | 11 | 14  | 13  | 47  | 37   | 37    |
| 15  | CA Colón                     | 38    | 13 | 8   | 17  | 47  | 41   | 56    |
| 16  | Independiente                | 38    | 9  | 16  | 13  | 43  | 43   | 46    |
| 17  | Newell’s Old Boys            | 38    | 10 | 12  | 16  | 42  | 29   | 44    |
| 18  | CA Argentino de Quilmes      | 38    | 9  | 12  | 17  | 39  | 38   | 50    |
| 19  | Gimnasia y Esgrima La Plata  | 38    | 6  | 15  | 17  | 33  | 32   | 48    |
| 20  | CA Huracán                   | 38    | 7  | 9   | 22  | 30  | 34   | 75    |

## Tablica spadkowa 2010/11
| Poz | Klub                         | 2008/09 pkt/m | 2009/10 pkt/m | 2010/11 pkt/m | Razem pkt/mecze | Średnia |
| --- | ---------------------------- | ------------- | ------------- | ------------- | --------------- | ------- |
| 1   | CA Vélez Sarsfield           | 66/38         | 61/38         | 82/38         | 209/114         | 1.833   |
| 2   | Club Atlético Lanús          | 75/38         | 60/38         | 63/38         | 198/114         | 1.737   |
| 3   | Estudiantes La Plata         | 57/38         | 71/38         | 69/38         | 197/114         | 1.728   |
| 4   | CA Banfield                  | 46/38         | 73/38         | 47/38         | 166/114         | 1.456   |
| 5   | Godoy Cruz Antonio Tomba     | 49/38         | 53/38         | 63/38         | 165/114         | 1.447   |
| 6   | Argentinos Juniors           | 38/38         | 73/38         | 54/38         | 165/114         | 1.447   |
| 7   | Newell’s Old Boys            | 52/38         | 69/38         | 42/38         | 163/114         | 1.430   |
| 8   | San Lorenzo de Almagro       | 63/38         | 52/38         | 47/38         | 162/114         | 1.421   |
| 9   | Boca Juniors                 | 61/38         | 47/38         | 53/38         | 161/114         | 1.412   |
| 10  | CA Colón                     | 57/38         | 55/38         | 47/38         | 159/114         | 1.395   |
| 11  | CA All Boys                  | 0/38          | 0/38          | 51/38         | 51/38           | 1.342   |
| 12  | Racing Club de Avellaneda    | 52/38         | 46/38         | 52/38         | 150/114         | 1.316   |
| 13  | Independiente                | 39/38         | 68/38         | 43/38         | 150/114         | 1.316   |
| 14  | Arsenal Sarandí Buenos Aires | 46/38         | 46/38         | 57/38         | 149/114         | 1.307   |
| 15  | CA Tigre                     | 62/38         | 32/38         | 50/38         | 144/114         | 1.263   |
| 16  | Olimpo Bahia Blanca          | 0/38          | 0/38          | 48/38         | 48/38           | 1.263   |
| 17  | River Plate                  | 41/38         | 43/38         | 57/38         | 141/114         | 1.237   |
| 18  | Gimnasia y Esgrima La Plata  | 55/38         | 37/38         | 33/38         | 125/114         | 1.096   |
| 19  | CA Huracán                   | 58/38         | 37/38         | 30/38         | 125/114         | 1.096   |
| 20  | CA Argentino de Quilmes      | 0/38          | 0/38          | 39/38         | 39/38           | 1.026   |

### Baraż o 18 miejsce
| Data            | Mecz |
| --------------- | --- |
| 22 czerwca 2011 | CA Huracán - Gimnasia y Esgrima La Plata 0:2 Lucas Nahuel Castro 15, Claudio Fernando Graf 77 mecz rozegrany został na stadionie klubu Boca Juniors |

Klub CA Huracán zajął 19. miejsce w tabeli spadkowej i spadł do drugiej ligi, natomiast klub Gimnasia y Esgrima La Plata musiał jeszcze stoczyć baraż z klubem drugoligowym.

## Baraże o utrzymanie się w lidze

### Pierwsze mecze
| Data            | Mecz                                                                                      |
| --------------- | ----------------------------------------------------------------------------------------- |
| 22 czerwca 2011 | Belgrano Córdoba - River Plate 2:0 César Osvaldo Mansanelli 25k, César Emanuel Pereyra 50 |
| 26 czerwca 2011 | San Martín San Juan - Gimnasia y Esgrima La Plata 1:0 Roverbal 34                         |

### Rewanże
| Data            | Mecz |
| --------------- | --- |
| 26 czerwca 2011 | River Plate - Belgrano Córdoba 1:1 Mariano Pavone 5 - Guillermo Martín Farré 62                          |
| 30 czerwca 2011 | Gimnasia y Esgrima La Plata - San Martín San Juan 1:1 José Nicolás Vizcarra 68 - Sebastián Ariel Penco 2 |

Kluby River Plate i Gimnasia y Esgrima La Plata spadly do drugiej ligi - na ich miejsce awansowały Belgrano Córdoba i San Martín San Juan.